# Весняна печера (Казахстан)
Весняна печера (рос. Весенняя) — печера в Казахстані, на плато Боролдайтау, південно-східні відроги Сирдар'їнського Каратау гірської системи Тянь-Шань. Печера вертикального типу простягання. Загальна протяжність — 300 м. Глибина печери становить 200 м. Категорія складності проходження ходів печери — 2Б.